# TASC

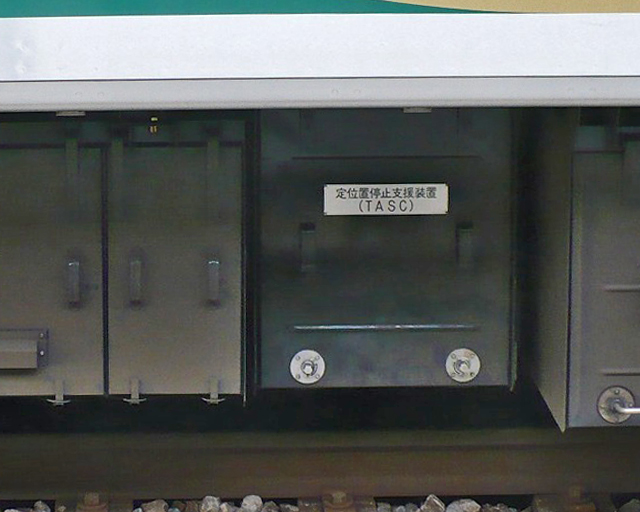

정위치 정지 장치(定位置停止装置, TASC:Train Automatic Stopping Controller) 또는 정위치 정지 지원 장치는 열차가 역에 정차할 때 자동적으로 브레이크를 채결하고, 플랫폼의 정위치에 정차할 수 있도록 하는 일본의 운전 지원 장치이다.